# Muarabaru
Muarabaru is een bestuurslaag in het regentschap Karawang van de provincie West-Java, Indonesië. Muarabaru telt 3308 inwoners (volkstelling 2010).